# الرمال (غزة)
حي الرمال، حي سكني خدمي تجاري، أحد أحياء مدينة غزة الفلسطينية، يبعد 3 كيلومتر عن مركز المدينة بمحاذاة الخط الساحلي، هو أكثر الأحياء ازدهاراً في مدينة غزة. يقطعه شارع عمر المختار من الشمال إلى الجنوب. ويتميز هذا الحي بالكثير من الوجود السكانى، نظراً لجماله الباهر الطبيعي، ولكونه مركزاً تجارياً كبيراً. تعرض لتدمير كبير جراء قصف إسرائيلي على القطاع غزة في أكتوبر 2023.

## تاريخ و معالم
تعود بداية بنائه إلى أواخر العهد العثماني في بدايات القرن العشرين، يشطره شارع عمر المختار إلى شطرين الرمال الشمالي والرمال الجنوبي. تقدر مساحته بحوالى 5000 دونم، يُحيط به أحياء الدرج، والتُّفاح، والزيتون، والشجاعية، والشيخ رضوان، والصبرة، والشيخ عجلين، وبسبب موقعه الإستراتيجي وإحتوائه على عديد المراكز والمباني الحكومية من وزارات مرافق خدمية ومنظمات دولية ومحال تجارية زادت كثافته السكانية.
المعالم
- وكالة غوث وتشغيل اللاجئين الفلسطينيين "أونروا".
- المجلس التشريعي الفلسطيني.
- الجامعة الإسلامية.
- حديقة الجندي المجهول.
- برج فلسطين.

## تدمير الحي خريف 2023
فى مساء الإثنين 9 تشرين الأول / أكتوبر 2023 تعرض حي الرمال لقصف عنيف من جيش الاحتلال الإسرائيلي، وشنت طائراته الحربية مئات الغارات المكثفة. تواصلت الغارات على الحي واستمرت طوال الليل وحتى فجر اليوم التالي مصاحبة لقصف مدفعي بري، فيما وصف بأنه إتباع إسرائيل سياسة الأرض المحروقة، فهدمت المنازل على رؤوس ساكنيها والتي تحولت إلى أكوام من الركام خلال ساعات، أما المنازل التي لم يتم تدميرها بشكل كامل لحقت بها أضرار كبيرة تجعلها غير صالحة للسكن. وإلى جانب تدمير المنازل والعمارات السكنية استهدف القصف أيضًا مقرات ووزارات حكومية ومساجد ومدارس. وأظهرت الصور التي التقطتها عدسات المصورين من داخل الحي صباح الثلاثاء مشاهد دمار هائلة لمبانٍ وعمارات بأكملها تمت تسويتها بالأرض. وصف بعض المواطنين الفلسطينيين ممن دمرت منازلهم إن ما تعرض له الحي "تسونامي إسرائيلي ضرب حي الرمال".

## معرض الصور

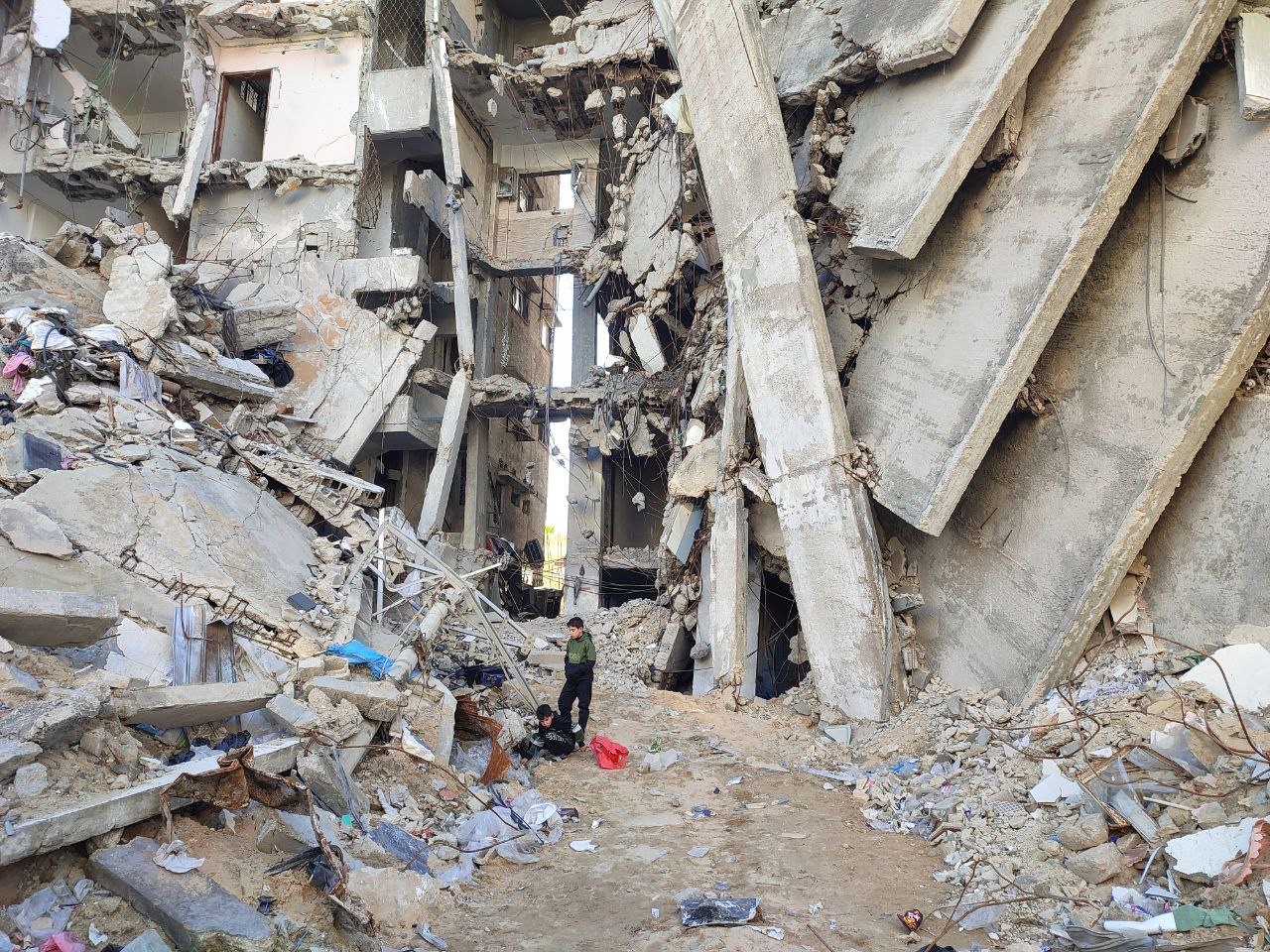
حي الرمال بعد استهدافه بالقصف جراء غارات الجيش الإسرائيلي
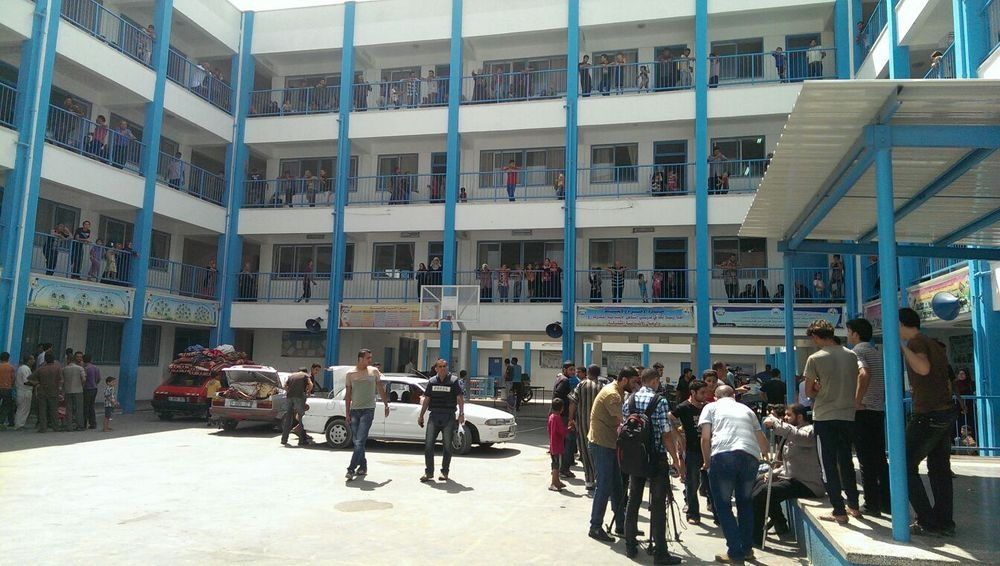
المدرسة الابتدائية، حيث تأوي الأونروا لاجئين غادروا ما بين 12 و 13 تموز 2014